# Long Hưng, Đồng Nai
Long Hưng là một phường thuộc tỉnh Đồng Nai, Việt Nam.

## Địa lý
Phường Long Hưng có sông Đồng Nai chảy qua, có vị trí địa lý:
- Phía đông giáp phường Phước Tân và Tam Phước.
- Phía tây giáp Thành phố Hồ Chí Minh qua sông Đồng Nai.
- Phía nam giáp xã An Phước.
- Phía bắc giáp các phường Biên Hòa, Trấn Biên và Long Bình.

Phường Long Hưng có diện tích 32,40 km², dân số năm 2025 là 74.184 người, mật độ dân số đạt 2.289 người/km².

## Hành chính
Phường Long Hưng được chia thành 2 ấp: An Xuân, Phước Hội.

## Lịch sử
Trước đây, xã Long Hưng thuộc huyện Long Thành.
Ngày 5 tháng 2 năm 2010, Chính phủ ban hành Nghị quyết số 05/NQ-CP về việc sáp nhập xã Long Hưng thuộc huyện Long Thành vào thành phố Biên Hòa quản lý.
Ngày 16 tháng 6 năm 2025, Ủy ban Thường vụ Quốc hội ban hành Nghị quyết số 1662/NQ-UBTVQH15 về việc sắp xếp các đơn vị hành chính cấp xã của tỉnh Đồng Nai năm 2025. Theo đó, sắp xếp toàn bộ diện tích tự nhiên, quy mô dân số của các phường Long Bình Tân, An Hòa và xã Long Hưng (thành phố Biên Hòa) thành phường mới có tên gọi là phường Long Hưng.
Sau khi sáp nhập, phường Long Hưng có 32,40 km² diện tích tự nhiên và dân số 74.184 người.